# Den amerikanske ejendomsmarkedskorrektion 2006
Den amerikanske ejendomsmarkeds-korrektion 2006 refererer til den markedskorrektion eller "boble-punktering" som indtraf efter de amerikanske huspriser nåede sit maksimum i juli 2006. Visse markeder, herunder San Diego og Detroit nåede deres maksimum allerede i november 2005. En boligboble karakteriseres ved hurtige øgninger i værdifastsættelsen af fast ejendom indtil niveauer som ikke kan fastholdes – i forhold til indtægter, pris-i-forhold-til-leje andele og andre økonomiske indikatorer over hvad folk har råd til – nås. Dette følges af en markeds-korrektion hvor fald i huspriserne kan resultere i at mange ejere har en negativ egenkapital, dvs. en bolig-gæld som er højere end ejendommen er værd. (Se også Insolvens).